# Tonga nos Jogos Olímpicos de Inverno de 2014
Tonga participou dos Jogos Olímpicos de Inverno de 2014, realizados na cidade de Sóchi, na Rússia. Foi a primeira aparição do país em Olimpíadas de Inverno, onde esteve representado pelo luger Bruno Banani.

## Desempenho

### Luge
Masculino
| Atleta       | Evento     | Final      | Final      | Final      | Final      | Final    | Final |
| Atleta       | Evento     | 1ª descida | 2ª descida | 3ª descida | 4ª descida | Total    | Pos.  |
| ------------ | ---------- | ---------- | ---------- | ---------- | ---------- | -------- | ----- |
| Bruno Banani | Individual | 53.656     | 53.637     | 53.162     | 53.221     | 3:33.676 | 32º   |

Legenda
| Recorde mundial      | Recorde mundial (World record)               |                       | Recorde africano                      | Recorde africano (African) |                                           | Q | Classificado por posição (Qualified) |
| Recorde olímpico     | Recorde olímpico (Olympic record)            | Recorde da América    | Recorde da América (Americas)         | q                          | Classificado por melhor tempo (Qualified) |   |                                      |
| Melhor marca do ano  | Melhor marca do ano (World leading)          | Recorde asiático      | Recorde asiático (Asian)              | DNS                        | Não largou (Did not start)                |   |                                      |
| Recorde nacional     | Recorde nacional (National record)           | Recorde europeu       | Recorde europeu (European)            | DNF                        | Não terminou (Did not finish)             |   |                                      |
| Recorde pessoal      | Recorde pessoal do atleta (Personal best)    | Recorde da Oceania    | Recorde da Oceania (Oceania)          | DSQ / DQ                   | Desclassificado (Disqualified)            |   |                                      |
| Recorde da temporada | Recorde da temporada do atleta (Season best) | Recorde sul-americano | Recorde sul-americano (South America) | NM                         | Sem marca (No mark)                       |   |                                      |